# Montamarta
Montamarta é um município da Espanha na província de Zamora, comunidade autónoma de Castela e Leão, de área 57,11 km² com população de 606 habitantes (2007) e densidade populacional de 10,94 hab/km².

## Demografia
| Variação demográfica do município entre 1991 e 2004 | Variação demográfica do município entre 1991 e 2004 | Variação demográfica do município entre 1991 e 2004 | Variação demográfica do município entre 1991 e 2004 |
| --------------------------------------------------- | --------------------------------------------------- | --------------------------------------------------- | --------------------------------------------------- |
| 1991                                                | 1996                                                | 2001                                                | 2004                                                |
| 772                                                 | 738                                                 | 661                                                 | 625                                                 |